# Бестамак (Нуринський район)
Бестама́к (каз. Бестамақ) — село у складі Нуринського району Карагандинської області Казахстану. Входить до складу Баршинського сільського округу.
Населення — 19 осіб (2021; 89 у 2009, 124 у 1999, 284 у 1989).
Національний склад станом на 1989 рік:
- казахи — 100 %.